# 克倫波亞鄉
44°18′N 24°45′E / 44.300°N 24.750°E
克倫波亞鄉（羅馬尼亞語：Comuna Crâmpoia, Olt），是位於羅馬尼亞南部的鄉份，由奧爾特縣負責管轄，面積39平方公里，海拔高度121米，2007年人口3,709，人口密度每平方公里96人。